# Частота обертання

Кутова швидкість ω (у радіанах за секунду) більша за частоту обертання ν (у Гц) у 2π разів.

Частота́ оберта́ння, також відома як швидкість обертання (символи {\displaystyle \nu }, мала грецька Ню (літера), а також n),   —  це частота обертання об’єкта навколо осі. Його одиницею СІ є зворотні секунди (с−1); інші поширені одиниці вимірювання включають герц (Гц), цикли в секунду (позначення: об/с, с−1, або міжнародне r/s) і оберт за хвилину позначення: об/хв, 1/хв, хв−1 або міжнародний варіант rpm від англ. revolutions per minute).

## Кутова швидкість

Тангенціальна швидкість v та кутова швидкість ω на обертовому диску радіуса r.

Вона пов'язана з іншою характеристикою обертання кутовою швидкістю у тому разі, коли обертання рівномірне, і кутова швидкість стала:
{\displaystyle \nu ={\frac {\omega }{2\pi }}},
де {\displaystyle \omega } — кутова швидкість. У Міжнародній системі одиниць (SI) і системі СГС кутова частота виражається в радіанах за секунду. Кутова швидкість дорівнює за величиною кутовій частоті.

## Пов'язані величини
Тангенціальна швидкість {\displaystyle v}, частота обертання {\displaystyle \nu } та радіальна відстань {\displaystyle r} пов’язані таким рівнянням :
{\displaystyle {\begin{aligned}v&=2\pi r\nu \\v&=r\omega .\end{aligned}}}
Алгебраїчна перебудова цього рівняння дозволяє нам розв’язати частоту обертання:
{\displaystyle {\begin{aligned}\nu &=v/2\pi r\\\omega &=v/r.\end{aligned}}}
Таким чином, тангенціальна швидкість буде прямо пропорційна {\displaystyle r} , коли всі частини системи одночасно мають однакову  {\displaystyle \omega }, як для колеса, диска або жорсткої палички. 